# The Pillage
The Pillage é o álbum solo de estreia do rapper americano Cappadonna, membro do Wu-Tang Clan, lançado em 24 de março de 1998 pela Razor Sharp Records. O álbum estreou na #3 posição nas paradas e foi certificado ouro pela Recording Industry Association of America (RIAA).

## Faixas
| #  | Nome                     | Participação(ões)       | Produtor(es) | Samples(s)                                                                            |
| -- | ------------------------ | ----------------------- | ------------ | ------------------------------------------------------------------------------------- |
| 1  | Slang Editorial          |                         | True Master  | - "When You Took Your Love From Me" por O.V. Wright                                   |
| 2  | Pillage                  | Solomon Childs          | Goldfingaz   |                                                                                       |
| 3  | Run                      |                         | RZA          |                                                                                       |
| 4  | Blood on Blood War       | Solomon Childs          | RZA          |                                                                                       |
| 5  | Supa Ninjaz              | U-God, Method Man       | True Master  |                                                                                       |
| 6  | MCF                      |                         | RZA          |                                                                                       |
| 7  | Splish Splash            |                         | True Master  | - "Ain't No Sunshine" por Lyn Collins                                                 |
| 8  | Oh-Donna                 | Ghostface Killah        | Mathematics  |                                                                                       |
| 9  | Milk the Cow             | Method Man              | True Master  | - "Born All Over" por O.V. Wright - "A Jackass Gets His Oats" por Amazing Rhythm Aces |
| 10 | South of the Border      |                         | True Master  |                                                                                       |
| 11 | Check for a Ni**a        |                         | 4th Disciple |                                                                                       |
| 12 | Dart Throwing            | Raekwon, Method Man     | True Master  | - "Hei Mao" por Stephen Shin                                                          |
| 13 | Young Hearts             | Blue Raspberry          | RZA          |                                                                                       |
| 14 | Everything Is Everything | Rhyme Recca             | Goldfingaz   |                                                                                       |
| 15 | Pump Your Fist           | Tekitha, Solomon Childs | RZA          |                                                                                       |
| 16 | Black Boy                | Tekitha                 | Goldfingaz   | - "You I Adore" por Love Unlimited Orchestra                                          |